# Carpathonesticus ionescui
Espèce
Synonymes
- Nesticus ionescui Dumitrescu, 1979

Carpathonesticus ionescui est une espèce d'araignées aranéomorphes de la famille des Nesticidae.

## Distribution
Cette espèce est endémique de Roumanie. Elle se rencontre dans des grottes dans les monts Mehedinți et Vâlcan.

## Description
La carapace du mâle holotype mesure 2,250 mm de long sur 1,950 mm et la carapace de la femelle paratype mesure 1,950 mm de long sur 1,800 mm.

## Systématique et taxinomie
Cette espèce a été décrite sous le protonyme Nesticus ionescui par Dumitrescu en 1979. Elle est placée dans le genre Carpathonesticus par Ribera et Dimitrov en 2023.

## Étymologie
Cette espèce est nommée en l'honneur de Constantin N. Ionescu (1878-1935).

## Publication originale
- Dumitrescu, 1979 : « La monographie des représentants du genre Nesticus des grottes de Roumanie, Ire note. » Travaux de l'Institut de Spéologie Émile Racovitza, vol. 18, p. 53-84.